# Solms-laubachia flabellata
Solms-laubachia flabellata är en korsblommig växtart som först beskrevs av Eduard August von Regel, och fick sitt nu gällande namn av J.P. Yue, Al-shehbaz och Hang Sun. Solms-laubachia flabellata ingår i släktet Solms-laubachia och familjen korsblommiga växter. Inga underarter finns listade i Catalogue of Life.